# Sofia Jakobsson
Sofia Jakobsson (Örnsköldsvik, Suecia, 23 de abril de 1990) es una futbolista sueca. Juega como delantera en el San Diego Wave Fútbol Club de la National Women's Soccer League de Estados Unidos. Es internacional con la selección de Suecia desde el 28 de junio de 2011.

## Trayectoria
Sofia comenzó a jugar al fútbol en el Hägglunds IoFK, antes de recalar en el Östers Idrottsförening, club para el que logró 9 goles en 21 partidos en la temporada 2007 de la Primera División, entonces segunda categoría del país. Para el siguiente año, se unió a las filas del Umeå Idrottsklubb con el que en el año fue campeona nacional de la Damallsvenskan, máxima categoría de fútbol del país, y subcampeona de la edición 2007-08 de la Liga de Campeones de la UEFA tras perder la final contra el Frauen-Fußball-Club Frankfurt.
En el 2011 después de haber jugado 15 partidos de la Damallsvenskan 2011 y de haber marcado 8 goles en esta, se confirma la transferencia de Sofia al Futbol'nyj Klub Rossijanka de Rusia por 40.000 euros.
Hizo su debut con el conjunto ruso frente al Football Club Twente en Champions League, partido en el que anotó el segundo gol de la victoria contra este equipo.
Tras un breve paso por la sección femenina del Chelsea F.C.W. en 2012 en donde permaneció una sola temporada disputando 14 partidos, jugó un año en Alemania, en el B. V. Cloppenburg y, posteriormente, 5 temporadas en el Montpellier HSC donde participó en 124 partidos oficiales anotando 62 goles.
El 31 de julio de 2019 se hizo oficial su fichaje por el Club Deportivo TACON de España (que para la temporada siguiente, 2020-2021, pasaría a convertirse oficialmente en la sección femenina del Real Madrid C. F.) tras seguir los pasos de su compañera de selección Kosovare Asllani.
En 2021, estuvo unos meses en  el Bayern de Múnich.
El 15 de enero de 2022 anunció su fichaje al recién establecido equipo de California, el San Diego Wave Fútbol Club, de la National Women's Soccer League estadounidense.

## Estadísticas

### Clubes
Actualizado al último partido disputado el 1 de julio de 2022.
| Östers I. F.         | 2007          | 2.ª           | 21  | 9   | –  | –  | 2  | –  | 23  | 9   | 0.39 |
| Umeå I. K.           | 2008          | 1.ª           | 12  | 1   | –  | –  | 2  | –  | 14  | 1   | 0.07 |
| Vännäs A. I. K.      | 2009          | 3.ª           | 2   | 2   | –  | –  | –  | –  | 2   | 2   | 1.00 |
| Umeå I. K.           | 2009          | 1.ª           | 17  | 3   | 4  | 7  | 8  | 3  | 29  | 13  | 0.45 |
| Umeå I. K.           | 2010          | 1.ª           | 20  | 8   | 2  | 2  | 7  | 1  | 29  | 11  | 0.38 |
| Umeå I. K.           | 2011          | 1.ª           | 15  | 8   | 2  | 1  | –  | –  | 17  | 9   | 0.53 |
| Umeå I. K.           | Total club    | Total club    | 64  | 20  | 8  | 10 | 17 | 4  | 89  | 34  | 0.38 |
| F. K. Rossijanka     | 2011-12       | 1.ª           | 10  | 7   | –  | –  | 5  | 4  | 15  | 11  | 0.73 |
| F. K. Rossijanka     | 2012-13       | 1.ª           | 3   | 2   | –  | –  | 2  | –  | 5   | 2   | 0.40 |
| F. K. Rossijanka     | Total club    | Total club    | 13  | 9   | 0  | 0  | 7  | 4  | 20  | 13  | 0.65 |
| Chelsea F. C. W.     | 2012-13       | 1.ª           | 11  | 6   | 3  | 1  | –  | –  | 14  | 7   | 0.50 |
| B. V. Cloppenburg    | 2013-14       | 1.ª           | 22  | 5   | 3  | 1  | –  | –  | 25  | 6   | 0.24 |
| Montpellier H. S. C. | 2014-15       | 1.ª           | 22  | 15  | 6  | 4  | –  | –  | 28  | 19  | 0.68 |
| Montpellier H. S. C. | 2015-16       | 1.ª           | 20  | 9   | 5  | 1  | –  | –  | 25  | 10  | 0.40 |
| Montpellier H. S. C. | 2016-17       | 1.ª           | 12  | 14  | 1  | 1  | –  | –  | 13  | 15  | 1.15 |
| Montpellier H. S. C. | 2017-18       | 1.ª           | 17  | 7   | 4  | 2  | 5  | 4  | 26  | 13  | 0.50 |
| Montpellier H. S. C. | 2018-19       | 1.ª           | 22  | 5   | –  | –  | –  | –  | 22  | 5   | 0.23 |
| Montpellier H. S. C. | Total club    | Total club    | 93  | 50  | 16 | 8  | 5  | 4  | 114 | 62  | 0.54 |
| C. D. TACON          | 2019-20       | 1.ª           | 20  | 7   | 2  | –  | –  | –  | 22  | 7   | 0.32 |
| Real Madrid C. F.    | 2020-21       | 1.ª           | 33  | 8   | 1  | –  | –  | –  | 34  | 8   | 0.24 |
| F. C. Bayern         | 2021-22       | 1.ª           | 5   | 1   | 1  | –  | 5  | –  | 11  | 1   | 0.09 |
| San Diego Wave F. C. | 2022          | 1.ª           | 10  | –   | 6  | –  | –  | –  | 16  | 0   | 0    |
| Total carrera        | Total carrera | Total carrera | 294 | 120 | 40 | 20 | 36 | 12 | 370 | 152 | 0.41 |
| 1. 2. 3.             |               |               |     |     |    |    |    |    |     |     |      |

## Selección nacional
Con la Selección sueca fue máxima goleadora con 5 tantos en el Campeonato Femenino Sub-19 de la UEFA 2009 en donde marcó una Tripleta en semifinales contra la Selección de Francia.
Con la selección sub-19, en competiciones UEFA, marcó 12 goles en 19 partidos.
Participó con su selección en la Copa Mundial Femenina de Fútbol Sub-20 de 2010 en donde anotó un gol en fase de grupos en la victoria por tres goles a dos frente a Corea del Norte y donde cuatro días más tarde quedaron eliminadas en Cuartos de final perdiendo por dos goles frente a Colombia.
En el Mundial Femenino Alemania 2011, en el juego de la ronda preliminar que ganó la Selección Suecia a Colombia por la mínima diferencia, Jakobsson entró al minuto 54, en los siguientes partidos estuvo en el banco de suplentes hasta el partido de semifinal que perdió Suecia por tres goles a uno frente a la Selección de Japón, en donde Jakobsson entró al minuto 65. También estuvo en el banquillo en el partido por el tercer lugar que ganó Suecia a Francia por dos goles a uno.
| Selección         | Part. | Goles |
| ----------------- | ----- | ----- |
| Sub-17 · Suecia   | 9     | 7     |
| Sub-20 · Suecia   | 38    | 17    |
| Sub-23 · Suecia   | 3     | 2     |
| Absoluta · Suecia | 118   | 22    |

### Goles en Europeo sub-19
| # | Fecha     | Lugar                                   | Rival    | Gol | Resultado | Competición         |
| - | --------- | --------------------------------------- | -------- | --- | --------- | ------------------- |
| 1 | 16-7-2009 | Estadio Dinamo-Yuni, Minsk, Bielorrusia | Islandia | 1-1 | 2-1       | Europeo sub-19 2009 |
| 2 | 19-7-2007 | Estadio Traktar, Minsk, Bielorrusia     | Noruega  | 2-1 | 2-1       | Europeo sub-19 2009 |
| 3 | 22-7-2009 | Estadio Dinamo-Yuni, Minsk, Bielorrusia | Francia  | 2-2 | 5-2       | Europeo sub-19 2009 |
| 4 | 22-7-2009 | Estadio Dinamo-Yuni, Minsk, Bielorrusia | Francia  | 3-2 | 5-2       | Europeo sub-19 2009 |
| 5 | 22-7-2009 | Estadio Dinamo-Yuni, Minsk, Bielorrusia | Francia  | 5-2 | 5-2       | Europeo sub-19 2009 |

### Goles en Copas del Mundo
| # | Fecha     | Lugar                             | Rival           | Gol | Resultado | Competición                  |
| - | --------- | --------------------------------- | --------------- | --- | --------- | ---------------------------- |
| 1 | 20-7-2010 | Impuls Arena, Augsburgo, Alemania | Corea del Norte | 1-1 | 3-2       | Mundial Sub-20 Alemania 2010 |

### Participaciones en Copas del Mundo
| Mundial               | Sede     | Resultado        | Partidos | Goles |
| --------------------- | -------- | ---------------- | -------- | ----- |
| Mundial 2010 (sub-20) | Alemania | Cuartos de final | 4        | 1     |
| Mundial 2011          | Alemania | Tercer lugar     | 2        | –     |

### Campeonatos nacionales
| Título         | Club       | País   | Año  |
| -------------- | ---------- | ------ | ---- |
| Damallsvenskan | Umeå I. K. | Suecia | 2008 |

### Campeonatos internacionales
| Título                     | Equipo | Sede  | Año  |
| -------------------------- | ------ | ----- | ---- |
| Juegos Olímpicos de Verano | Suecia | Tokio | 2020 |

(*) Incluyendo la Selección

### Distinciones individuales
| Distinción                                                    | Año  |
| ------------------------------------------------------------- | ---- |
| Botín de Oro Campeonato Femenino Sub-19 de la UEFA de 2008-09 | 2009 |